# Tanxi (köping)
Tanxi (kinesiska: 坦溪镇, 坦溪) är en köping i Kina. Den ligger i provinsen Sichuan, i den sydvästra delen av landet, omkring 300 kilometer öster om provinshuvudstaden Chengdu. Antalet invånare är 14 765. Befolkningen består av 7 238 kvinnor och 7 527 män. Barn under 15 år utgör 24,0 %, vuxna 15-64 år 62 %, och äldre över 65 år 13,0 %.
Genomsnittlig årsnederbörd är 1 649 millimeter. Den regnigaste månaden är juli, med i genomsnitt 310 mm nederbörd, och den torraste är december, med 10 mm nederbörd.